# Kawas (district, Kamsar)
Pour les articles homonymes, voir Kawas.
Kawas ou Kawass est l'un des districts de la sous-préfecture de Kamsar, situé dans la préfecture de Boké en république de Guinée.

## Géographie

### Démographie
- En 2014, le district comptait 4 278 habitants selon les RGPH 2014[1].

## Transports

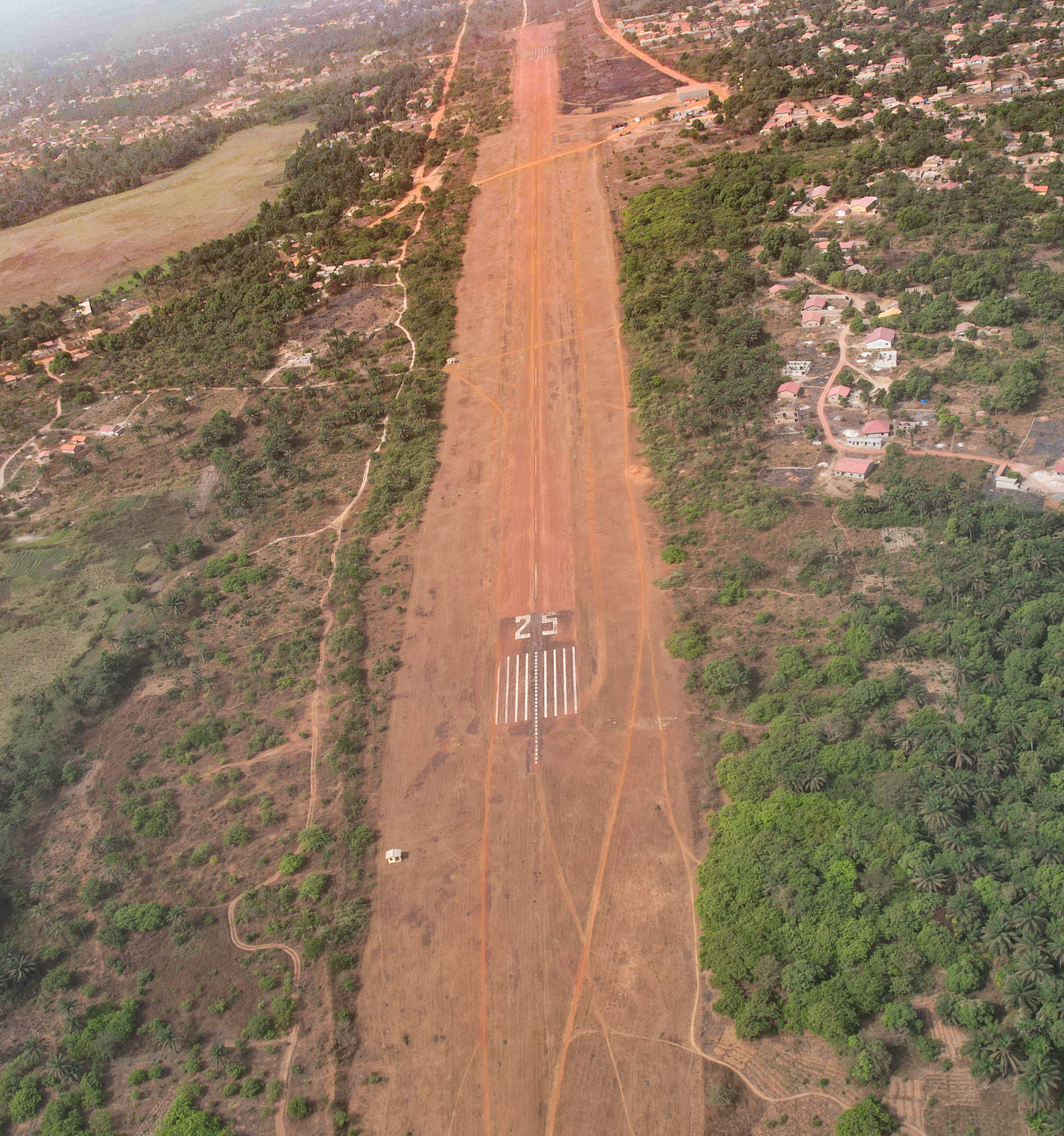
Piste de l'aérodrome de Kawass

Le district de Kawas abrite l'Aérodrome de Kawass.